# Cileunca
Cileunca is een bestuurslaag in het regentschap Purwakarta van de provincie West-Java, Indonesië. Cileunca telt 3270 inwoners (volkstelling 2010).